# Чемпионат Европы по фехтованию 1995
Чемпионат Европы по фехтованию в 1995 году прошёл в Кестхее (Венгрия). В связи с тем, что с 1992 по 1997 годы на чемпионатах Европы не проводились соревнования в командных первенствах, спортсмены состязались только в личном зачёте. Поединков за третье место в индивидуальном первенстве не проводилось; бронзовые медали получали оба спортсмена, проигравшие полуфинальные бои.

## Общий медальный зачёт
| Место | Страна    | Золото | Серебро | Бронза | Всего |
| ----- | --------- | ------ | ------- | ------ | ----- |
| 1     | Россия    | 2      | 0       | 0      | 2     |
| 2     | Германия  | 1      | 3       | 3      | 7     |
| 3     | Франция   | 1      | 0       | 1      | 2     |
| 4     | Украина   | 1      | 0       | 0      | 1     |
| 5     | Италия    | 0      | 1       | 3      | 4     |
| 6     | Румыния   | 0      | 1       | 1      | 2     |
| 7     | Австрия   | 0      | 0       | 1      | 1     |
| 7     | Швейцария | 0      | 0       | 1      | 1     |
| Всего | Всего     | 5      | 5       | 10     | 20    |

## Медалисты

### Мужчины
| Дисциплина               | Золото            | Серебро            | Бронза                        |
| ------------------------ | ----------------- | ------------------ | ----------------------------- |
| Шпага Личное первенство  | Арнд Шмитт        | Иван Ковач         | Петер Ванки Андреас Кертесц   |
| Рапира Личное первенство | Сергей Голубицкий | Лауренцо Тадаи     | Уве Рёмер Дмитрий Шевченко    |
| Сабля Личное первенство  | Раффаэлло Казерта | Жан-Филипп Дорелль | Алексей Ермолаев Сергей Берко |

### Женщины
| Дисциплина               | Золото     | Серебро        | Бронза                                 |
| ------------------------ | ---------- | -------------- | -------------------------------------- |
| Шпага Личное первенство  | Тимеа Надь | Ева Выборнова  | Клаудия Бокель Джанна Хаблютцель-Бюрки |
| Рапира Личное первенство | Река Сабо  | Диана Бианкеди | Моника Вебер-Косто Елена Гришина       |